# ذخیره‌گاه زیست‌کره نیلگیری
ذخیره‌گاه زیست‌کره نیلگیری (به انگلیسی: Nilgiri Biosphere Reserve) یک ذخیره‌گاه زیست‌کره در هند است که در جنوب هند واقع شده‌است.